# NGC 938
NGC 938 è una galassia ellittica situata nella costellazione dell'Ariete, a una distanza di circa 186 milioni di anni luce dalla nostra Via Lattea.

## Scoperta
La galassia è stata scoperta il 30 dicembre 1863 dall'astronomo prussiano Heinrich d'Arrest.

## Supernova
Il 6 febbraio 2015, all'interno di NGC 938 è stata scoperta la supernova SN 2015ab a Yamagata in Giappone, dall'astronome giapponese Koichi Itagaki. La supernova è stata classificata di tipo Ia.

## Gruppo di NGC 976
NGC 938 fa parte del Gruppo di NGC 976. Questo gruppo comprende almeno 12 galassie, undici delle quali sono descritte nell'articolo di Garcia del 1993. Si tratta di IC 1797, IC 1801, NGC 924, NGC 930 (in realtà NGC 932), NGC 935, NGC 938, NGC 976, UGC 1965, UGC 2032, UGC 2064 e MCG 3-7-13. Quattro di queste galassie sono incluse anche nell'articolo di Mahtessian del 1998. Si tratta di NGC 924, NGC 930 (=NGC 932), NGC 935 e NGC 938. La dodicesima galassia è NGC 992. Secondo Mahtessian, NGC 976 e NGC 992 formano una coppia di galassie. I dati confermano l'affermazione e pertanto NGC 992 è da includere nel Gruppo di NGC 976.